# Oswaldo Álvarez Paz
Oswaldo Álvarez Paz (Maracaibo, Estado Zulia, 10 de febrero de 1943) es un político venezolano de tendencia demócrata cristiana. Abogado por la Universidad del Zulia, llegó a ser gobernador del Estado Zulia. Fue el primer gobernador del Estado Zulia electo por voto directo, secreto y universal.
Es sobrino de Jesús Paz Galarraga, quien fuera dirigente del Movimiento Electoral del Pueblo.

## Formación académica
Cursó sus estudios en la Facultad de Derecho de La Universidad del Zulia, donde obtiene el título de Abogado en 1966. Durante sus años de estudio en LUZ participó como representante estudiantil ante el Claustro Universitario, el Colegio Universitario.

## Carrera política

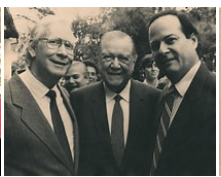
Abdón Vivas Terán, Rafael Caldera y Oswaldo Álvarez Paz.

Desarrolló actividades políticas, llegando a ser Secretario General de la Juventud Revolucionaria Copeyana (JRC) del Zulia, miembro del Comité Regional de Copei; luego pasa a ser miembro del Comité Regional, Secretario General Nacional de la JRC y Vicepresidente de la Juventud Demócrata Cristiana de América, durante el período 1966-1968.

### Congreso de la República
Fue Diputado al Congreso de la República por más de 20 años (1966-1993), presidente de la Cámara de Diputados de Venezuela (1975-1979) y participó/dirigió las comisiones más importantes del Parlamento venezolano. Fue director de campaña de Rafael Caldera para las elecciones presidenciales venezolanas de 1983. 
Oswaldo Álvarez Paz fue el impulsor del proceso de Regionalización o Descentralización  que se llevó a efecto en Venezuela, a partir de las primeras elecciones de gobernadores en 1989 donde resultó elegido por primera vez.

### Gobernador de Zulia
En 1989 fue elegido como gobernador de Zulia y reelegido en diciembre de 1992 con el apoyo del partido socialcristiano Copei y otras organizaciones políticas. En 1992 fue detenido temporalmente por fuerzas golpistas bajo el mando de Francisco Arias Cárdenas, durante el primer intento de golpe de Estado de Venezuela de 1992. Posteriormente escribió una carta pública donde decía reconocer buenas intenciones por parte de los participantes y pidió su libertad.

### Candidatura presidencial

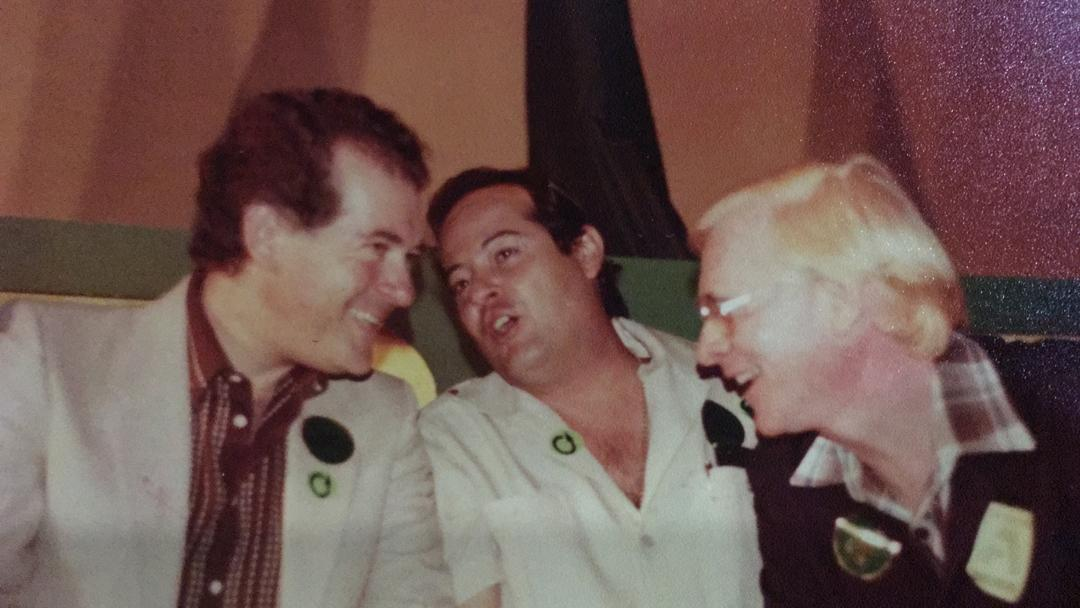
Eduardo Fernández, Oswaldo Álvarez Paz y Abdón Vivas Terán.

En 1993 renunció al cargo de gobernador al postularse para las elecciones presidenciales de ese año por su partido, que lo eligió mediante elecciones internas, en las que venció a Eduardo Fernández y a Humberto Calderón Berti. En la campaña, Paz apoyó la privatización y la inversión extranjera, y dijo que apuntaba a que Venezuela se uniera al Tratado de Libre Comercio de América del Norte; identificó a la figura política contemporánea que más admiraba como Ronald Reagan. En dichos comicios obtuvo más del 24% de los votos, quedando en tercer lugar (resultando ganador Rafael Caldera, fundador y líder del partido socialcristiano Copei, aunque separado de éste y postulado por el partido Convergencia).

### Gobernador de Zulia
En su reelección a la Gobernación del Estado Zulia, Oswaldo Álvarez Paz logró el 72% de votos, el más alto porcentaje obtenido en todas las elecciones regionales de Venezuela.
En 1998 aspiró nuevamente al cargo de Gobernador del Estado pero las autoridades de su partido Copei estaban en componendas y pactos secretos con el Gobernador de entonces Francisco Arias Cárdenas, razón por la cual decide renunciar a su candidatura. 

### Alianza Popular
Poco tiempo después Álvarez Paz decide romper con el partido Copei y crear un nuevo partido denominado Alianza Popular en mayo de 2005, organización que, como establece su estatuto, defiende y promueve la libertad, la democracia, el Estado de derecho y los derechos humanos, así como la promoción y la protección de la propiedad privada, la contribución a la erradicación de la pobreza y la desaparición de la corrupción. Álvarez Paz, el director general del partido, denunció la el Consejo Nacional Electoral como una oficina electoral que responde a los intereses del Gobierno y se negó a participar en la elección de este año. En las elecciones del 3 de diciembre de 2006 apoyó formalmente a Manuel Rosales, candidato opositor al presidente Hugo Chávez.

## Arresto
El 15 de marzo de 2010 Álvarez Paz fue entrevistado en el programa Aló ciudadano del canal de televisión Globovisión. Durante la entrevista citó investigaciones judiciales en España que reflejaban actuaciones de narcotraficantes y terroristas en Venezuela, sosteniendo que no indagar sobre el tema era casi una complicidad y solicitando al gobierno nacional a actuar. Como consecuencia de esas declaraciones la Fiscalía le inició un procedimiento penal "por los delitos de conspiración, instigación pública a delinquir y difusión de información falsa". El 22 de marzo fue detenido y al día siguiente en audiencia preliminar la justicia ordinaria ratificó la medida privativa de libertad, por lo que estuvo recluido en el Helicoide. 
Simultáneamente la oposición salió inmediatamente en defensa de Álvarez Paz por considerar injusta su detención. Fue considerado un prisionero político por la oposición. El 6 de mayo de 2010 la Fiscal General de la República, Luisa Ortega Díaz, informaba que le había sido retirado el delito de presunta conspiración entre las imputaciones que le realizaban.
El caso fue modificado como "instigación pública a delinquir y difusión de información falsa". Las nuevas imputaciones posibilitaron que se le concediera la libertad condicional debiendo presentarse cada 15 días ante el tribunal, que además lo inhibió de hacer declaraciones públicas sobre su caso. El 13 de mayo de 2010 logró la libertad condicional luego de 52 días de detención.
El Tribunal 25 de Control del Área Metropolitana de Caracas admitió la solicitud de la Fiscalía y ordenó apertura de juicio a Álvarez Paz por "los delitos de difusión de información falsa e instigación pública al odio". Al mismo tiempo suspendió las medidas cautelares que lo obligaban a presentarse al tribunal cada 15 días y le prohibían hacer declaraciones públicas sobre su caso. Se mantiene, sin embargo, la prohibición de salir del país sin autorización previa del tribunal. El 13 de julio de 2011 a Oswaldo Álvarez Paz se le dictó una sentencia de 2 años de casa por cárcel, la sentencia fue dictada en Venezuela por el Juez Sexto del Tribunal Supremo de Justicia.